# Большой бандикут
Большой бандикут (лат. Isoodon macrourus) — вид из рода Коротконосых бандикутов семейства Бандикутовые.

## Распространение
Вид встречается в северной и восточной части Австралии, на равнинах южной и юго-восточной части Новая Гвинея (Индонезия и Папуа — Новая Гвинея). Обитает на высоте до 1200 м.
Естественная среда обитания варьирует в зависимости от сезона. В период засухи большие бандикуты предпочитают селиться в районах с густой растительностью (невысокими деревьями, густыми кустарниками). В период дождей селятся на открытых лугах. Встречается в пригородных садах.

## Внешний вид
Вес — 1200 г. Длина — типичная для других бандикутов (около 40 см), длина хвоста — 15 см. Самцы обычно длиннее на 5—7 см и тяжелее на 0,5 кг. Уши короткие, округлые. Нос короткий. Мех тонкий и жёсткий, но не колючий. Спина обычно покрыта светло-коричневым волосяным покровом, с небольшими чёрными пятнами, брюхо — белым покровом. Отличительная черта от остальных сумчатых состоит в том, что большие бандикуты являются как многорезцовыми, так и сростнопалыми.

## Образ жизни
Ведут наземный, одиночный образ жизни. Гнёзда строят или на земле, или в дуплах упавших деревьев. Гнёзда строятся из веток, листьев, травы, земли. Активность приходится как на ночь, так и на день. Питаются насекомыми, червями, небольшими рептилиями, корнями растений.

## Размножение
Сумка развита хорошо, открывается назад. Размножаются круглый год. В потомстве 2-4 детёныша. Беременность длится всего 12,5 дней. Максимальная продолжительность жизни в неволе — 6,8 лет.